# Pirã Gusnaspe
Pirã Gusnaspe (em persa médio: Piran Gušnasp), também conhecido por seu nome de batismo Gregório, era um comandante parta da Casa de Mirranes. 

## Nome
Gusnaspe (Gušnasp) é um nome de origem persa média formado por gušn (do iraniano antigo *vṛšna-), "macho", e asp, "cavalo". Nesse sentido, significa "aquele com cavalos". Foi registrado em armênio como Vesnaspe (Վշնասպ, Všnasp).

## Vida
Pirã Gusnaspe tinha origem parta e pertencia à Casa de Mirranes, uma das sete grandes casas do Império Sassânida. No início do século VI, foi nomeado marzobã (governador) da Ibéria. Serviu como um dos comandantes do Império Sassânida na Guerra Lázica (541–561) travada entre o xá Cosroes I (r. 531–579) e o imperador Justiniano I (r. 527–565) do Império Bizantino. Se converteu ao cristianismo e foi denunciado por seus familiares, o que acarretou em sua execução em 18 de abril 542 em Perisapora.